# Callogobius mucosus
Callogobius mucosus är en fiskart som först beskrevs av Günther 1872.  Callogobius mucosus ingår i släktet Callogobius och familjen smörbultsfiskar. Inga underarter finns listade.